# Мухамед Шемсудин Хафиз
Хаџе Шамсудин Мухамад Хафиз Ширази (персијски: خواجه شمس‌‌الدین محمد حافظ شیرازی‎‎), познат по свом књижевном псеудониму Хафиз (حافظ - онај који напамет зна Куран), био је персијски песник који је "опевао радости љубави и вина, али се бавио и религијским лицемерјем". Његова сабрана дела сматрају се врхунцем персијске књижевности и могу се наћи у већини домова на персијском говорном подручју (углавном у Ирану и Авганистану), где се његове песме уче напамет и стихови користе као пословице и изреке. Његов живот и песме су предмет многих анализа, коментара и интерпретација. Он је највише од свих аутора утицао на персијску књижевност после 14. века.
Хафиз, који је био велики ирански песник из четрнаестог века, најпознатији је по својим песмама које можемо описати као “антиномијске“ и “теозофске” у средњовековном значењу тих појмова; појам теофизија је у 13. и четрнаестом веку био коришћен да укаже на мистичка дела “аутора који су инспирисани светим књигама“ (разликује се од теологије). Хафиз је првобитно писао лирску поезију која представља идеалан стил за изражавање усхићености божанском инспирацијом у мистичкој форми љубавних песама, газела.
Теме његових газела су вољена особа, вера и разоткривање лицемерја. У газелима он се бави љубављу, вином и кафанама, који представљају екстазу и слободу од ограничења. Он то чини било директно или кроз речи љубавника који, у ствари, говори о божанској љубави. Његов утицај на живот људи са персијског говорног подручја нарочито је препознатљив у традиционалном обичају да се у Хафизовом Дивану траже одговори за будућност (Фал-е Хафиз, перс.: فال حافظ‎‎) и у честом коришћењу његове поезије у традиционалној персијској музици, ликовним уметностима и персијској калиграфији. Његов гроб је постао готово свето место на који се масовно ходочасти. Преводи, прераде и имитације његових песама постоје на свим већим језицима света.

## Биографија
Хафиз је рођен у иранском граду Ширазу. Његови родитељи су били из места Казерун које се налази у данашњој провинцији Фарс. Упркос његовом великом утицају на персијску културу и његовој популарности и значају који већ вековима не јењавају, мало је детаља познато о Хафизовом животу. Старе тезкире (биографски записи) у којима се помиње Хафиз се уопштено сматрају непоузданим изворима. Хафиз је у раном животном добу научио Куран напамет и стекао звање хафиз, коју је касније користио као свој књижевнички псеудоним. Увод у његов Диван, у којем се говори о његовој младости, написао је један његов непознати савременик, чије је име можда било Мухамед Голандам. Два најпризнатија модерна издања Хафизовог Дивана су приредили Мухамед Казвини и Касем Гани (495 газела) и Парвиз Нател-Ханлари (486 газела).
Савремени стручњаци се углавном слажу да је Хафиз рођен 1315. или 1317. године, а према Џамијевим наводима преминуо је 1390. године. Хафиз је за своје мецене имао неколико узастопних локалних владара, почевши од шаха Абу Исхака, који је дошао на власт још док је Хафиз био тинејџер, па преко музаферидских владара Мубаризудина Мухамеда и Џалалудин-шаха Шоџе све до Тимурленка пред крај свог живота. Хафизов најплоднији стваралачки период био је за време владавине Џалалудин-шаха Шоџе, мада постоје наводи да је на кратко био запао и у његову немилост због чега је морао да напусти Шираз и потражи уточиште у Исфахану и Јазду. Разлог за то је био тај што је Хафиз исмевао песнике инфериорније од себе (шах Шоџа је и сам састављао поезију и могуће је да је то схватио као личну увреду). Ипак, не постоје историјски докази који би потврдили овакве наводе.
Његов маузолеј, Хафезије, се налази у врту Мусала, у Ширазу.

## Легенде
Многе чудесне, митске приче се везују за Хафиза и настале су након његове смрти. Према веровању, Хафиз је слушајући свога оце како рецитује научио цео Куран напамет, и то у веома раном узрасту. Такође, верује се да је напамет знао и дела Румија (Џелалудин Мухамед Балхи), Саадија, Атара и Низамија.
Према једном веровању, пре него што је упознао свог мецену Хаџи Зејн ал-Атара, Хафиз је радио у пекари и разносио хлеб по једној богатој градској четврти. Ту је први пут видео Шахе Набат, жену изузетне лепоте којој је посвето неке од својих песама. Очаран њеном лепотом, али знајући да његова љубав према њој неће бити узвраћена, Хафиз је наводно први пут прибегао мистичком бдењу у жељи да оствари везу са њом. Тада се сусрео са бићем изузетне лепоте које се представило као анђео. Тиме је Хафиз започео свој мистички пут остварења и потрагу за духовним јединством са божанским. Овде се може повући паралела са Дантеом и Беатриче у западној култури.
Када му је било 60 година, Хафиз је имао четрдесетодневно бдење, челе-нешини (перс. چلّه‌نشینی), у коме је даноноћно седао у кругу који је нацртао. Четрдесетог дана, поново се, четрдесет година након њиховог првог сусрета, срео са Зејн ал-Атаром који му је понудио чашу вина. Тада је, како се верује, стекао „космичку свест“. Хафиз на ово указује у једном свом стиху у ком саветује читаоца да „јасноћу вина“ постигне тако што ће га оставити да „седи четрдесет дана“.
Према једној анегдоти, Тимурленк је љутито позвао Хафиза, тражећи да му објасни своје стихове:
Да ми та Туркиња из Шираза узме срце,
Зарад њеног младежа одрекао бих се Самарканда и Бухаре.
Самарканд је био Тимурленкова престоница, Бухара је била најлепши град у царству. Тимур се жалио како је својим мачем потчинио већи део света како би улепшао Самарканд и Бухару, седишта своје државе, а Хафиз би их продао за младеж неке девојке из Шираза. Хафиз му је на ту критику одговорио да га је управо такво расипништво довело до беде у којој се налази. Одушевљен мудрим песниковим одговором, Тимур га је богато даровао.

## Утицаји

### Интелектуално и уметничко наслеђе
Хафиз је још за свог живота добио признања у виду тога што су песници широм исламског света имитирали његову поезију, а бројне мецене од Багдада до Индије су му нудиле своје подршку.
Хафизову поезију је при пут на енглески превео Вилијам Џоунс још 1771. године. Тако је он остварио утицај на западне ауторе попут Хенрија Дејвида Тороа, Гетеа и Ралфа Волда Емерсона који га је називао „песником песника“. Сер Артур Конан Дојл је за свог јунака Шерлока Холмса написао „код Хафиза има осећајности колико и код Хорација, као и знања о свету.“ (у Случај идентитета). Фридрих Енгелс помиње Хафиза у свом писму из 1853. године упућеном Карлу Марксу, а Путин га убраја међу шест аутора које највише воли.

### У савременој иранској култури
Хафиз је најпопуларнији песник у Ирану и његова дела се могу наћи у дому скоро сваког Иранца. Штавише, 12. октобар се у Ирану обележава као Дан Хафиза.
Двадесет година након Хафизове смрти, маузолеј Хафезије је подигнут њему у част у врту Мусала у Ширазу. Садашњи маузолеј је пројектовао Андре Годар, француски археолог и архитекта, касних тридесетих година 20. века. Маузолеј се налази на платформи окруженој ружичњацима, воденим каналима и дрвећем наранџи. Унутра је Хафизов саркофаг од алабастера на коме су урезане две његове песме. Маузолеј је увек „препун песникових љубитеља“ и влада опуштена атмосфера у којој посетиоци рецитују омиљене Хафизове стихове.
Многи Иранци користе Хафизов Диван за прорицање судбине. Иранске породице обично имају Хафизов Диван у кући и када се сви окупе током празника Норуз или Јалда, отворе Диван на насумице изабрану страну и читају стихове који се на њој налазе, а за које верују да предсказују оно шта ће се догодити у будућности.
Не постоји коначна верзија Хафизових сабраних дела (Диван); различита издања варирају од 573 до 994 песама. Тек од четрдесетих година 20. века отпочели су академски напори у томе да се утврди аутентичност његове поезије и уклоне грешке које су начинили каснији преписивачи и редактори. Ипак, могућност да се тако нешто са сигурношћу уради је оспоравана и поједини стручњаци попут Ираџа Баширија са Универзитета у Минесоти сматрају да је мала вероватноћа да ће један аутентични диван Хафизове поезије бити састављен. Рукописи Хафизовог Дивана се чувају у бројним библиотекама и ван персијског говорног подручја, а одскора је пронађен један рукопис у Русији из 16. века.

## У музици
Многи ирански композитори су компоновали дела инспирисана или заснована на Хафизовим песмама. Ирански певач Мохсен Намџу компоновао је музику за неколико Хафизових песама као што су Золф, Дел миравад, Наме и друге. Мухамед-Реза Шаџариан снимио је песму Дел миравад зе дастам за коју је музику писао Парвиз Месхатиан. Османски композитор из 17. века, Бухуриздае Мустафа Итри компоновао је своје ремек-дело Неве кар на основу једне Хафизове песме. Такође, и многи афгански певачи, укључујући Ахмеда Захира и Сарбана, компоновали су музику на Хафизове песме. Уз то, пољски композитор Карол Шимановски компоновао је своје дело Хафизова љубавна песма на основу немачког превода Хафизове поезије.

## Тумачење
Питање да ли Хафизова дела треба тумачити буквално, као мистичка или обоје било је предмет расправе многих западних стручњака. Са једне стране, неки од оних који су се међу првима бавили Хафизовом поезијом попут Вилијама Џоунса видели су га као конвенционалног лиричара сличног европским песницима који су писали о љубави попут Петрарке. Други стручњаци попут Хенрија Вилберфорса Кларка сматрају да је он био искључиво песник дидактичког и екстатичког мистицизма попут Румија. Овакво виђење савремена наука одбацује.
Овакве забуне потичу од тога што је у раној историји персијске књижевности песнички вокабулар био узурпиран од стране мистика који су веровали да је оно неописиво лакше представити кроз поезију него прозу. Пишући песме мистичке садржине, они су прожимали сваку реч и представу мистичким значењима што је довело до тога да се мистицизам и поезија међусобно приближе и створе једну заједничку традицију. Због тога, ниједан персијски песник у 14. веку није могао да напише лирску песму, а да јој сам песнички вокабулар не наметне мистичке конотације. Иако су поједини песници попут Убајде Заканија покушали да се дистанцирају од ове сједињене мистичко-лирске традиције пишући сатире, Хафиз је то јединство прихватио. Професор Вилер Такстон са Универзитета Харвард наводи да је Хафиз „спевао ретку мешавину људске и мистичке љубави, толико избалансирану... да је немогуће раздвојити их једну од друге.“
Хафиз је често користио ову нејасну дистинкцију између лирског, мистичког и панегиричког писања користећи високо интелектуализоване, сложене метафоре и слике које указују на више могућих значења. Из ових разлога, превођење Хафизових дела је било изузетно компликовано, а само је неколико превода на западне језике било у потпуности успешно.

## Сатира, религија и политика
Иако је Хафиз познат по својој поезији, мање су познати његови интелектуални и политички доприноси. Кључна карактеристика Хафизове поезије је ироничан тон и осуда лицемерја за коју се нашироко сматра да је представљала критику верског и владајућег естаблишмента тог доба. Персијска сатира се развила током четрнаестог века на дворовима монголског доба. У то доба, Хафиз и други значајни рани сатиричари попут Убајде Заканија створили су опус који је постао шаблон за употребу сатире као политичког инструмента. Верује се да су многе његове критике биле усмерене против владавине Амира Мубарезудина Мухамеда, а нарочито на распуштање важних јавних и приватних институција.
Хафизова дела су игнорисала верске табуе тог доба. Он се шалио на рачун неких верских доктрина друштва. Употреба хумора као полемичког средства од тог времена је постала уобичајена у иранском јавном дискурсу и сатира је данас можда de facto језик иранске друштвене критике.

## Код нас
Преписи Хафизовог Дивана који су на наше просторе стигли за посредством Османлија и данас се чувају у јавним и приватним библиотекама широм бивше Југославије.
Хафизов Диван је и преведен на наш језик. Захваљујући чика Јови Змају упознали смо Хафиза најраније на овим просторима (збирка Источни бисери, 1861).
У Београду је одржан 2002. г. скуп посвећен Гетеу и Хафизу, а Ирански културни центар објавио тим поводом зборник под истим насловом 2003. године. Превод истакнутог босанског иранисте Бећира Џаке објављен је у издању научноистраживачког института „Инб Сина“ у Сарајеву 2009. године.
Такође, Културни центар И. Р. Ирана у Београду је 2015. године објавио препев овог дела који је приредио Слободан Ђуровић.
Корица књиге "Говор Птица" у издању Културног центра И. Р. Ирана у Београду. Ова слика се отпрема уз сагласност издавача, тј. Културног центра И. Р. Ирана у Београду у циљу илустрације превода књиге "Говора птице" на српском језику.